# ハイロ・アセンシオ
ハイロ・マニュエル・アセンシオ（Jairo Manuel Asencio , 1983年5月30日 - ）は、 ドミニカ共和国・サン・クリストバル州サバナ・グランデ・デ・パレンケ出身のプロ野球選手（投手）。右投右打。
2021年開催の東京オリンピック 野球 銅メダリスト。

## 経歴

### プロ入りとパイレーツ傘下時代
2001年に、ピッツバーグ・パイレーツと契約を結んだ。

### ブレーブス時代
2008年にアトランタ・ブレーブスに移籍。
2009年7月12日にメジャーデビューを果たした。この年は3試合に登板した。
2010年は、ルイス・バルデスという偽名を使い、また生年月日も詐称していたことが発覚したため、制限リスト入りしプレーが出来なかった。
2011年4月16日に、ピーター・モイランのDL入りにより2年ぶりにメジャーに昇格した。この年は6試合に登板した。

### インディアンス時代
2012年3月29日、金銭トレードでクリーブランド・インディアンスに移籍した。18試合にリリーフ登板してメジャー初勝利も挙げたが、1勝1敗、防御率5.96という成績に終わり、5月28日にDFAとなった。

### カブス時代
2012年6月1日にウェイバー公示を経てシカゴ・カブスに移籍した。カブスでは12試合に登板した。

### オリオールズ時代
2012年11月5日にミルウォーキー・ブルワーズとマイナー契約を結ぴ、2013年のスプリングトレーニングに招待選手として参加することになった。また2012年のオフはドミニカのウィンターリーグ（LIDOM）でプレーし、12セーブを挙げてリーグオールスターに選出された。
2013年3月25日にボルチモア・オリオールズへトレードで移籍した。開幕は傘下AAAノーフォーク・タイズで迎え、7月12日にメジャーに昇格した。7月28日にDFAとなり、10月1日にFAとなった。

### 韓国球界時代
2013年12月14日にKBOの起亜タイガースと契約を結んだ。
2014年は、チームで抑えを任され4勝1敗20セーブ、防御率4.05の成績を残したが、11月25日に退団した。

### ホワイトソックス傘下時代
2015年1月22日にシカゴ・ホワイトソックスとマイナー契約を結んだ。5月29日に自由契約となった。

### メキシカンリーグ時代
2017年2月9日にメキシカンリーグのユカタン・ライオンズと契約。25試合に登板して16セーブを挙げたが、6月6日に自由契約となった。
2018年3月22日にサルティーヨ・サラペメーカーズと契約したが、シーズンでの登板はなかった。
2019年は5試合に登板して0勝1敗、防御率4.50に終わり、6月4日に自由契約となった。
2020年は秋まではプレーせず、オフはドミニカのウィンターリーグでプレーした。
2021年は前年同様に秋までは無所属であったが、東京オリンピックのドミニカ共和国代表に選出。本選では2試合に登板し、オープニングラウンドの日本戦にも登板したが、1/3回を投げて4安打3失点を喫し敗戦投手となった。この年もオフはドミニカのウィンターリーグでプレーした。
2022年2月10日にグアダラハラ・マリアッチスと契約した。

## 選手としての特徴
オーバースローから繰り出される最速100マイル（約160khm/h）の剛腕ピッチャーで、ストレートを主軸としている。

## 詳細情報

### 年度別投手成績
| 年 度    | 球 団    | 登 板 | 先 発 | 完 投 | 完 封 | 無 四 球 | 勝 利 | 敗 戦 | セ 丨 ブ | ホ 丨 ル ド | 勝 率 | 打 者 | 投 球 回 | 被 安 打 | 被 本 塁 打 | 与 四 球 | 敬 遠 | 与 死 球 | 奪 三 振 | 暴 投 | ボ 丨 ク | 失 点 | 自 責 点 | 防 御 率 | W H I P |
| -------- | -------- | ----- | ----- | ----- | ----- | -------- | ----- | ----- | -------- | ----------- | ----- | ----- | -------- | -------- | ----------- | -------- | ----- | -------- | -------- | ----- | -------- | ----- | -------- | -------- | ------- |
| 2009     | ATL      | 3     | 0     | 0     | 0     | 0        | 0     | 1     | 0        | 0           | .000  | 13    | 2.2      | 3        | 0           | 2        | 0     | 0        | 0        | 0     | 0        | 1     | 1        | 3.38     | 1.88    |
| 2011     | ATL      | 6     | 0     | 0     | 0     | 0        | 0     | 0     | 0        | 0           | ----  | 52    | 10.1     | 16       | 1           | 5        | 2     | 0        | 8        | 0     | 0        | 11    | 8        | 6.97     | 2.03    |
| 2012     | CLE      | 18    | 0     | 0     | 0     | 0        | 1     | 1     | 0        | 0           | .500  | 108   | 25.2     | 27       | 4           | 8        | 0     | 1        | 21       | 3     | 0        | 17    | 17       | 5.96     | 1.36    |
| 2012     | CHC      | 12    | 0     | 0     | 0     | 0        | 0     | 0     | 0        | 0           | ----  | 67    | 14.2     | 12       | 1           | 11       | 1     | 0        | 8        | 0     | 0        | 6     | 5        | 3.07     | 1.57    |
| '12計    | CHC      | 30    | 0     | 0     | 0     | 0        | 1     | 1     | 0        | 0           | .500  | 175   | 40.1     | 39       | 5           | 19       | 1     | 1        | 29       | 3     | 0        | 23    | 22       | 4.91     | 1.44    |
| 2013     | BAL      | 4     | 0     | 0     | 0     | 0        | 0     | 0     | 0        | 0           | ----  | 12    | 2.1      | 3        | 1           | 2        | 1     | 0        | 4        | 0     | 0        | 2     | 2        | 7.71     | 2.14    |
| 2014     | 起亜     | 46    | 0     | 0     | 0     | 0        | 4     | 1     | 20       | 0           | .800  | 207   | 46.2     | 49       | 5           | 14       | 0     | 2        | 56       | 5     | 0        | 24    | 21       | 4.05     | 1.35    |
| MLB：4年 | MLB：4年 | 43    | 0     | 0     | 0     | 0        | 1     | 2     | 0        | 0           | .333  | 252   | 55.2     | 61       | 7           | 28       | 4     | 1        | 41       | 3     | 0        | 37    | 33       | 5.34     | 1.60    |
| KBO：1年 | KBO：1年 | 46    | 0     | 0     | 0     | 0        | 4     | 1     | 20       | 0           | .800  | 207   | 46.2     | 49       | 5           | 14       | 0     | 2        | 56       | 5     | 0        | 24    | 21       | 4.05     | 1.35    |

- 2020年度シーズン終了時

### 年度別守備成績
| 年 度 | 球 団 | 投手（P） | 投手（P） | 投手（P） | 投手（P） | 投手（P） | 投手（P） |
| 年 度 | 球 団 | 試 合     | 刺 殺     | 補 殺     | 失 策     | 併 殺     | 守 備 率  |
| ----- | ----- | --------- | --------- | --------- | --------- | --------- | --------- |
| 2009  | ATL   | 3         | 0         | 0         | 0         | 0         | ----      |
| 2011  | ATL   | 6         | 2         | 3         | 0         | 1         | 1.000     |
| 2012  | CLE   | 18        | 0         | 1         | 0         | 0         | 1.000     |
| 2012  | CHC   | 12        | 0         | 0         | 0         | 0         | ----      |
| '12計 | CHC   | 30        | 0         | 1         | 0         | 0         | 1.000     |
| 2013  | BAL   | 4         | 0         | 1         | 0         | 0         | 1.000     |
| 2014  | KIA   | 46        | 1         | 10        | 4         | 0         | .733      |
| MLB   | MLB   | 43        | 2         | 5         | 0         | 1         | 1.000     |
| KBO   | KBO   | 46        | 1         | 10        | 4         | 0         | .733      |

- 2020年度シーズン終了時
- 各年度の太字はリーグ最高

### 代表歴
- 2020年東京オリンピックの野球競技・ドミニカ共和国代表

### 背番号
- 50 (2009年 - 同年途中)
- 62 (2009年途中 - 同年終了)
- 56 (2011年 - 同年終了)
- 32 (2012年 - 同年途中)
- 37 (2012年途中 - 同年終了)
- 63 (2013年 - 同年終了)
- 41（2014年）